# ژادیر مورگنسترن
ژادیر مورگنسترن (انگلیسی: Jadir Morgenstern؛ زادهٔ ۲۹ مهٔ ۱۹۷۴) بازیکن سابق و مربی فوتبال اهل برزیل است.
از باشگاه‌هایی که در آن بازی کرده‌است می‌توان به باشگاه فوتبال الانصار لبنان و باشگاه فوتبال اتلتیکو پارانائنزه اشاره کرد.
وی همچنین در تیم ملی فوتبال لبنان بازی کرده‌است.